# Aloe duckeri
Aloe duckeri é uma espécie de liliopsida do gênero Aloe, pertencente à família Asphodelaceae.